# Ostatni z wielkich
Ostatni z wielkich (ang. The Last Tycoon) – amerykański melodramat z 1976 roku w reżyserii Elii Kazana. Film powstał na podstawie niedokończonej powieści Francisa Scotta Fitzgeralda.

## Opis fabuły
Stany Zjednoczone, lata 30. Monroe Stahr jest producentem filmowym. Charyzmatyczny i przystojny cieszy się powszechnym uznaniem i szacunkiem, jego filmy przynoszą ogromne dochody. Pewnego razu Stahr poznaje na terenie wytwórni dziewczynę, która przypomina jego zmarłą żonę. Postanawia ją odnaleźć.

## Obsada
- Robert De Niro - Monroe Stahr
- Tony Curtis - Rodriguez
- Robert Mitchum - Pat Brady
- Jeanne Moreau - Didi
- Jack Nicholson - Brimmer
- Donald Pleasence - Boxley
- Ray Milland - Fleishacker
- Dana Andrews - Red Ridingwood
- Ingrid Boulting - Kathleen Moore
- Peter Strauss - Wylie
- Theresa Russell - Cecilia Brady
- Tige Andrews - Popolos
- Morgan Farley - Marcus
- Diane Shalet - sekretarka Stahra
- Seymour Cassel - trener Seal
- Anjelica Huston - Edna

## Nagrody i nominacje
Oscary za rok 1976
- Najlepsza scenografia i dekoracje wnętrz - Gene Callahan, Jack T. Collis, Jerry Wunderlich (nominacja)